# 専門図書館
専門図書館（せんもんとしょかん、英：Special library）は、図書館を設立主体によって分類した時の分類の1つで、大学図書館・学校図書館・公共図書館・国立図書館以外の図書館である。官庁や議会等の公的機関、研究所や美術館・博物館等の調査研究機関、企業、団体等が設置・運営する図書館が専門図書館に含まれる。また、特定分野の資料（公文書・新聞・雑誌・書籍など）を収集管理する図書館、あるいは例えば点字図書の提供等、特定の目的に特化した図書館も専門図書館であり、このような観点から見た場合には、国立図書館や大学図書館でありつつ専門図書館である場合もある。専門が指す意味は、設置目的でも利用者でも情報資源でも分野でも機能でもサービスその他でも構わない。特殊図書館（とくしゅとしょかん）と呼ばれるものもある。組織の名称を、「図書館」ではなく、資料センター・資料室等とするものも少なくない。

## 日本の専門図書館
日本国内の専門図書館の連携をはかる団体に、1952年設立の専門図書館協議会があり、2014年時点の加盟機関は約460機関を数える。専門図書館協議会は3年毎に『専門情報機関総覧』を刊行しており、2009年版では1761機関、2012年版では約1700機関、2015年版では1660機関が掲載されている。
- 愛知芸術文化センターアートライブラリー
- アジア経済研究所図書館
The Institute of Developing Economies Library
- アジア太平洋資料センター（PARC）
- 足利学校遺蹟図書館
- 石川近代文学館
- NHKアーカイブス
- 江戸東京博物館図書室
- 大阪産業労働資料館（エル・ライブラリー）
Osaka Labor Archive
- 大阪府立国際児童文学館
International Institute for Children's Literature,Osaka
- 大原社会問題研究所
- 大宅壮一文庫
- 各務原市歴史民俗資料館
- 神奈川県立川崎図書館（産業関係中心に所蔵）
- 京都国際マンガミュージアム
- 経団連レファレンスライブラリー
- 建設産業図書館
- 現代マンガ図書館
- 国際子ども図書館
- 国際文化会館図書室
- 国文学研究資料館
- 国立公文書館
- 三康図書館
- ジェトロ・ビジネスライブラリー
- 社会経済生産性本部総合企画部資料室
- 社史研究センター
- 松竹大谷図書館
- 食の文化ライブラリー
味の素食の文化センター
- 昭和館
- 静嘉堂文庫
- 体育とスポーツの図書館
- 鉄道博物館図書室
- 天理大学附属天理図書館
- 東京ゲーテ記念館
- 東京大学史料編纂所図書室
- 東京大学東洋文化研究所
- 東京ドイツ文化センター図書館
- 同志社社史資料センター
- 東書文庫
- 東洋文庫
- 内閣文庫
- 名古屋市蓬左文庫
- 名古屋都市センターまちづくりライブラリー
- 成田山仏教図書館
- 日本近代音楽館
- 日本近代文学館
- 日本財団図書館
- BIZCOLI 九州経済調査協会
- BICライブラリ（旧機械工業図書館）
- 防衛庁防衛研究所戦史部図書館
- ホロコースト教育資料センター
- 無窮会専門図書館
- 米本図書館
- 労働図書館

## 米国の専門図書館
米国に本部を置く専門図書館協会（Special Library Association: SLA）は非営利の国際組織で1909年に設立された。SLAの組織は59の支部（Chapter）、25の分科会（Division）、10のローカルミーティング（Caucus）から構成される。専門図書館協会の会員は企業、教育機関、政府機関、非営利団体などの情報部門に所属する情報専門家で、米国国内だけでなく世界80カ国以上に約12,000人の会員がおり、専門図書館協会は学習の機会の提供、業務の支援、相互のネットワークの促進・強化を行っている。